# Widad Mendil
Widad Mendil (tiếng Ả Rập: وداد منديل; sinh ngày 12 tháng 5 năm 1983) là một vận động viên trượt dốc người Algeria. Mendil đại diện cho Algeria tại Thế vận hội Mùa hè 2008 ở Bắc Kinh, nơi cô thi đấu cho môn trượt dốc 3000 mét đầu tiên của phụ nữ. Cô đã chạy trong sức nóng đầu tiên chống lại mười sáu vận động viên khác, bao gồm Gulnara Galkina-Samitova của Nga, người cuối cùng đã trở thành một nhà vô địch Olympic trong trận chung kết. Cô đã hoàn thành cuộc đua ở vị trí cuối cùng sau ba giây sau Minori Hayakari của Nhật Bản, với thời gian 9: 52,35. Tuy nhiên, Mendil đã thất bại trong trận chung kết, khi cô xếp thứ ba mươi bảy chung cuộc, và được xếp hạng dưới bốn vị trí bắt buộc cho vòng tiếp theo.